# Rabštejnská Lhota
Rabštejnská Lhota (německy Rabensteiner Lhota) je obec v okrese Chrudim v Pardubickém kraji. Nalézá se asi 4 km jihozápadně od Chrudimi. Žije zde 879 obyvatel.

## Historie
První písemná zmínka o obci pochází z roku 1414. Rabštejnská Lhota je samostatnou obcí od roku 1999, kdy se oddělila od Sobětuch.

## Pamětihodnosti
- hrad Rabštejnek, zřícenina v lese na západ od vesnice Rabštejn
- Zvonice a boží muka na návsi
- Přírodní památka Na skalách

## Části obce
- Rabštejnská Lhota
- Rabštejn
- Smrkový Týnec

## Škola
Podle kroniky byla kultura obce zaostalá a jako hlavní důvod je udávána skutečnost, že děti musí chodit do školy ve Stolanech. S první myšlenkou vlastní školy přišli lhotečtí obyvatelé na konci 19. století, když měli značně přispět na stavbu nové budovy školy ve Stolanech. Tehdy nebyl jejich návrh na vlastní školu přijat. První kroky k výstavbě školy, kterou by kromě lhoteckých dětí navštěvovaly i žáci z Rabštejnka a Smrkova Týnce, pak ještě o nějakou dobu později podnikl starosta František Konrád. Obyvatelstvo však ohledně stavby školy nebylo jednotné, a i když se panu Konrádovi podařilo většinu obyvatel přesvědčit, v roce 1912 zemřel a celý projekt se pozastavil.
V březnu 1913 se na zastupitelstvu obce opět projednávala možnost postavit školu, tentokrát již úspěšně. Škola měla být dvoutřídní, protože dětí ve Lhotě a okolí bylo hodně. Základní kámen školní budovy byl položen na konci jara roku 1914. Stavbu řídil zednický mistr ze Slatiňan Antonín Tesař podle plánů stavitele Františka Ježka. V únoru 1915 byla škola téměř dostavěna a vybavena. Z důvodu již skoro rok trvající první světové války měla být budova propůjčena Červenému kříži. 25. března 1915 ale zastupitelé rozhodli, že budova školy Červenému kříži propůjčena nebude a naopak se co nejrychleji začne vyučovat. Celkové náklady na stavbu činily 38 000 korun. 15. května byla škola se slávou otevřena a první školní rok 1914/1915 slavnostně ukončen 15. července bohoslužbou ve Stolanech.
V roce 2014 se připomnělo 100 výročí postavení školy.

## Obyvatelstvo
| Rok            | 1869 | 1880 | 1890 | 1900 | 1910 | 1921 | 1930 | 1950 | 1961 | 1970 | 1980 | 1991 | 2001 | 2011 | 2021 |
| -------------- | ---- | ---- | ---- | ---- | ---- | ---- | ---- | ---- | ---- | ---- | ---- | ---- | ---- | ---- | ---- |
| Počet obyvatel | 434  | 453  | 513  | 561  | 593  | 561  | 612  | 551  | 544  | 515  | 504  | 560  | 595  | 691  | 831  |
| Počet domů     | 61   | 69   | 73   | 78   | 89   | 91   | 115  | 135  | 137  | 135  | 137  | 181  | 197  | 232  | 285  |

## Galerie

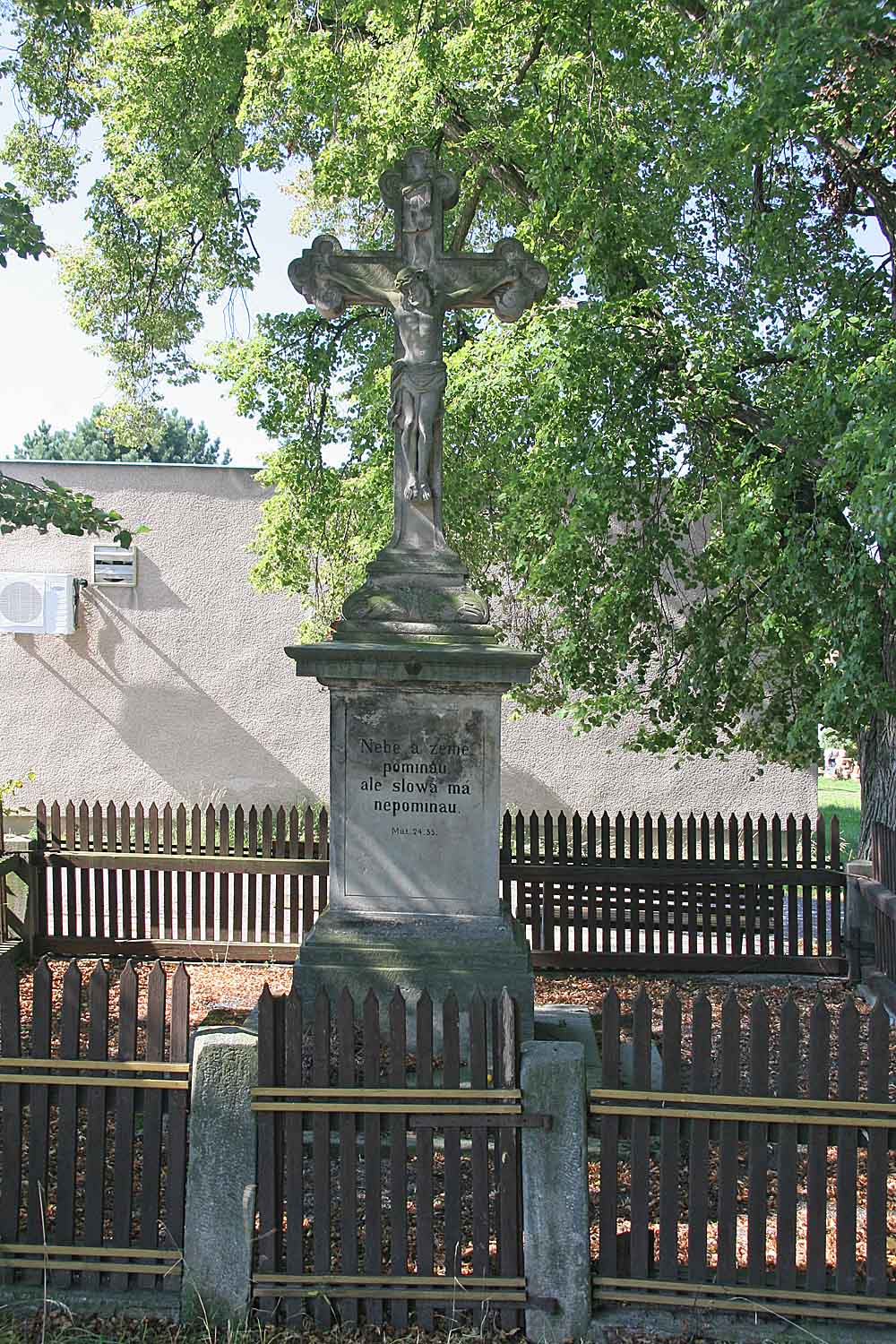
Boží muka v Rabštejnské Lhotě
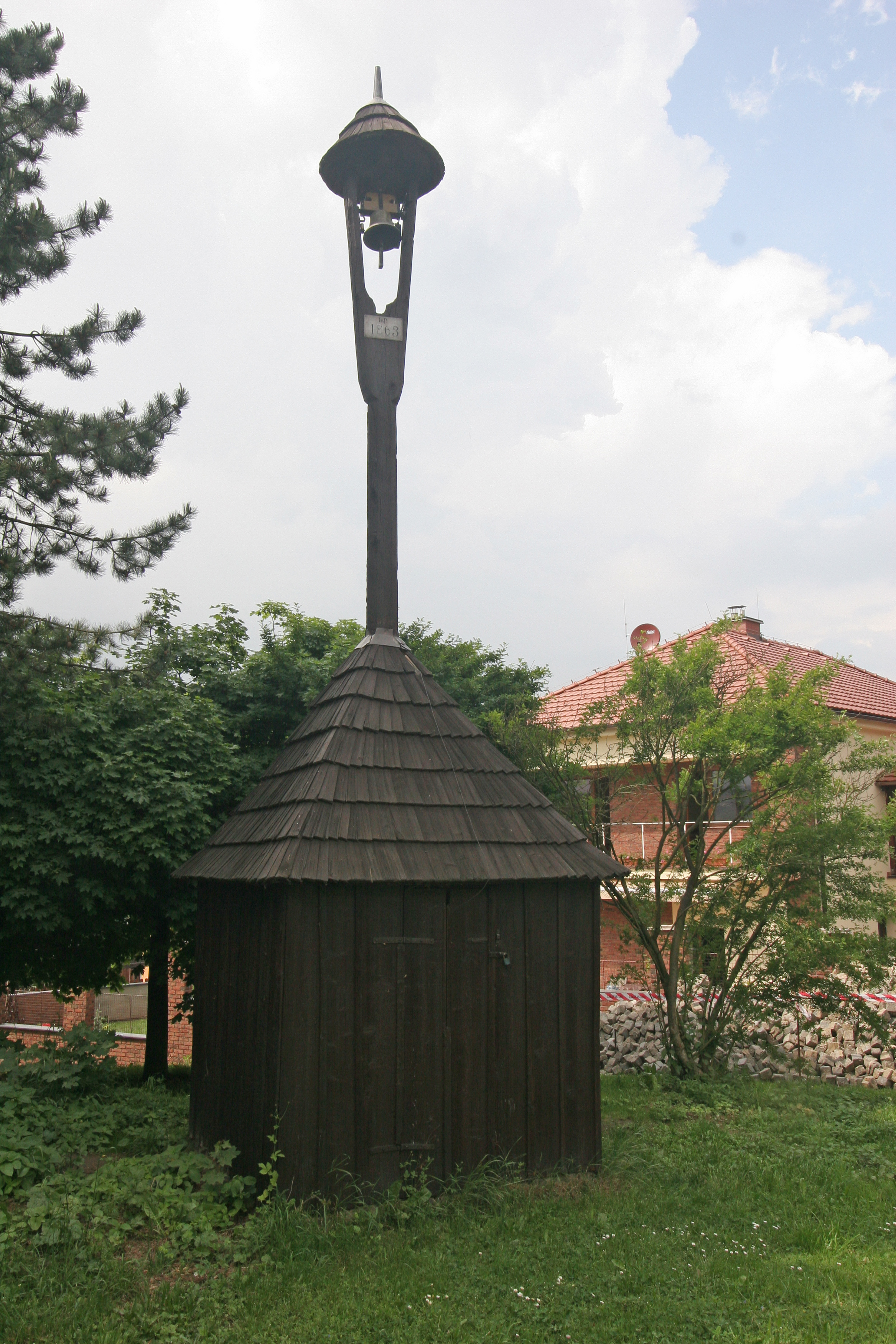
Zvonice v Rabštejnské Lhotě